# Aloma dei mari del sud
Aloma dei mari del sud (Aloma of the South Seas) è un film del 1941 diretto da Alfred Santell. Ottenne due candidature all'Oscar: una per gli effetti speciali e una per la migliore fotografia a colori.
Il film fu il remake de La danzatrice dei tropici, il primo adattamento cinematografico della commedia Aloma of the South Seas scritta da LeRoy Clemens e John B. Hymer che aveva debuttato a Broadway il 20 aprile 1925. In entrambi i film, appare in un piccolo ruolo Noble Johnson.
Ne fu fatta una parodia nel corto di animazione Alona on the Sarong Seas (1942).

## Trama
Durante una danza cerimoniale in un'isola del mari del sud, il re dell'isola sceglie tra le bambine quella destinata a diventare la sposa di Tanoa, suo figlio ed erede. Il piccolo Tanoa, da lontano, assiste non visto alla cerimonia insieme a Revo, un altro ragazzo che, geloso dell'amico, giunge a minacciarlo con un coltello. Ma Tanoa non si spaventa e disarma l'avversario solamente non mostrando paura di lui.
La bambina scelta è Aloma, dal caratterino certo non facile. In corteo insieme al promesso sposo, i due si fanno le boccacce e finisce che ruzzolano giù dalle portantine litigando e picchiandosi a vicenda. Tanoa è destinato a partire con Corky, un ufficiale di marina, che dovrà seguirlo e guidarlo negli Stati Uniti, dove il ragazzo andrà a studiare. All'addio, interviene tutta l'isola e Tanoa saluta il vecchio padre.
Passano gli anni. Aloma è diventata una bellissima ragazza capricciosa e volitiva. Revo, l'antico rivale di Tanoa, la corteggia e lei crede di essere innamorata di lui. Ma Revo è già legato a un'altra donna, Kari, che è la sua amante. Kari comprende che Rivo la vuole lasciare e cerca di trattenerlo a sé. Intanto, Tanoa è ritornato insieme a Corky. L'isola festeggia il nuovo re che dovrà incontrare la sua promessa sposa. Ma Aloma, insofferente, scivola via dalla portantina che la porta all'appuntamento e va allegramente a nuotare nella laguna. Qui, trova, inaspettatamente, proprio Tanoa che, pure lui, ha disertato l'incontro e si trova lì a pescare. I due giovani sono attratti uno dall'altra e si innamorano. Ma Revo non ci sta. Un giorno trova Aloma da sola e la minaccia di uccidere Tanoa: in quell'isola felice, non esistono armi da fuoco, ma Revo ne possiede una, un fucile. Con quello, per dimostrare che non sta scherzando, colpisce un pastore lontano, che pascola le sue bestie. Aloma, terrorizzata, fugge. Ma, quando incontra Tanoa, lo esorta a tornare negli Stati Uniti, dicendogli che lei ama Revo.
Kari, però, si presenta da Tanoa e gli confida il piano del suo amante: promette al re che, se li lascerà andar via, non torneranno più. Revo, sempre più deciso a battere il suo rivale, lo sfida - arma puntata - davanti a tutti gli isolani. Tanoa, come aveva fatto da bambino, lo batte a mani nude e lo caccia dall'isola.
I preparativi per il matrimonio sono pronti. Ma Revo, sulla barca che lo porta via insieme a Kari e ad alcuni dei suoi, fa invertire la rotta per ritornare a terra. Kari lo supplica di andare via con lei che lo ama. Quando scopre che la donna aveva fatto un patto con Tanoa, l'uomo le immerge un pugnale nella schiena e la butta in mare.
Avvisato da uno degli isolani che gli uomini di Revo stanno tornando, Corky corre per prendere le armi che tiene chiuse in un armadietto. Ma la serratura è saltata e lo stipo è vuoto. Presa la sua pistola, l'ufficiale - chiedendo ai presenti di non allarmare gli altri - si reca alla cerimonia di nozze. Quando il grande sacerdote unisce il matrimonio i due sposi, Revo - dalla roccia dove si è nascosto - spara, uccidendolo. Lo sparo getta nel caos la gente che fugge in ogni dove. Gli uomini di Revo, davanti all'assassinio del sacerdote, lo abbandonano. Il vulcano, che domina l'isola, inizia a fiammeggiare, eruttando lava. Tanoa, Corky e Aloma, insieme a due donne della sua casa, trovano rifugio su un'alta roccia dopo essere riusciti a scampare all'eruzione. Revo, ancora con una mitragliatrice, una delle armi rubate, tenta di scovare il suo avversario. Ma la roccia su cui è piazzato, cede e l'uomo precipita nel vuoto.
La furia del vulcano si placa. I sopravvissuti possono tornare alla loro vita pacifica governati dal loro re e dalla sua regina.

## Produzione
Il film fu prodotto dalla Paramount Pictures. Venne girati ai Paramount Studios al 5555 di Melrose Avenue a Hollywood.

### Numeri musicali
Le coreografie dei numeri musicali sono firmate da LeRoy Prinz.
La canzone White Blossoms of Tah-ni è di Frank Loesser e Frederick Hollander; le musiche sono eseguite da Augie Goupil e His Royal Tahitians.

## Distribuzione
Distribuito dalla Paramount Pictures, il film fu presentato in prima a New York il 27 agosto 1941.